# Corioeme elgonensis
Corioeme elgonensis är en skalbaggsart som beskrevs av Karl Adlbauer 2006. Corioeme elgonensis ingår i släktet Corioeme och familjen långhorningar.
Artens utbredningsområde är Kenya. Inga underarter finns listade i Catalogue of Life.